# 彼得拉佩尔托萨
彼得拉佩尔托萨（義大利語：Pietrapertosa）是意大利波坦察省的一个市镇。总面积67平方公里，人口1136人，人口密度17.0人/平方公里（2009年）。ISTAT代码为076061。